# إديث فلاغ
إديث فلاغ (بالإنجليزية: Edith Flagg)‏ هي مقاومة ومصممة أزياء أمريكية، ولدت في 1 نوفمبر 1919 في رومانيا، وتوفيت في 13 أغسطس 2014 في لوس أنجلوس في الولايات المتحدة.